# Parc lineal de Garcia Fària
El parc lineal de Garcia Fària o del Maresme es troba al barri de Diagonal Mar i el Front Marítim del Poblenou de Barcelona. Està dedicat a Pere Garcia Fària, enginyer de camins i arquitecte, que va ser director del Servei de Sanejament de l'Ajuntament de Barcelona.

## Història i descripció
Va ser creat el 2004 amb un projecte dels arquitectes Pere Joan Ravetllat i Carme Ribas en el context de la remodelació de la zona per a la celebració del Fòrum Universal de les Cultures. Es tracta d'un passeig de més d'1 km de llarg (d'aquí el nom de «parc lineal») que es troba sobre l'aparcament situat al costat de la Ronda del Litoral, entre els carrers de Bilbao i Josep Pla, i que enllaça els parcs del Poblenou i de Diagonal Mar. La part principal del seu recorregut és una pista de paviment dur, ideal per anar amb bicicleta o amb patins, vorejada de zones verdes i àrees de jocs infantils.
La vegetació està confinada a uns parterres de formes trapezoïdals, alguns de doble pendent, amb gespa d'una banda i baladre blanc per un altre, i diversos parterres de gramínies, com Hyparrhenia sp., Festuca sp., Pennisetum setaceum, Pennisetum villosum i Nassella tenuissima. També hi ha el tamariu (Tamarix gallica), el baladre (Nerium oleander), la washingtònia (Washingtonia filifera), el margalló (Chamaerops humilis) i la morera de paper (Broussonetia papyrifera).